# Quần đảo Stockholm

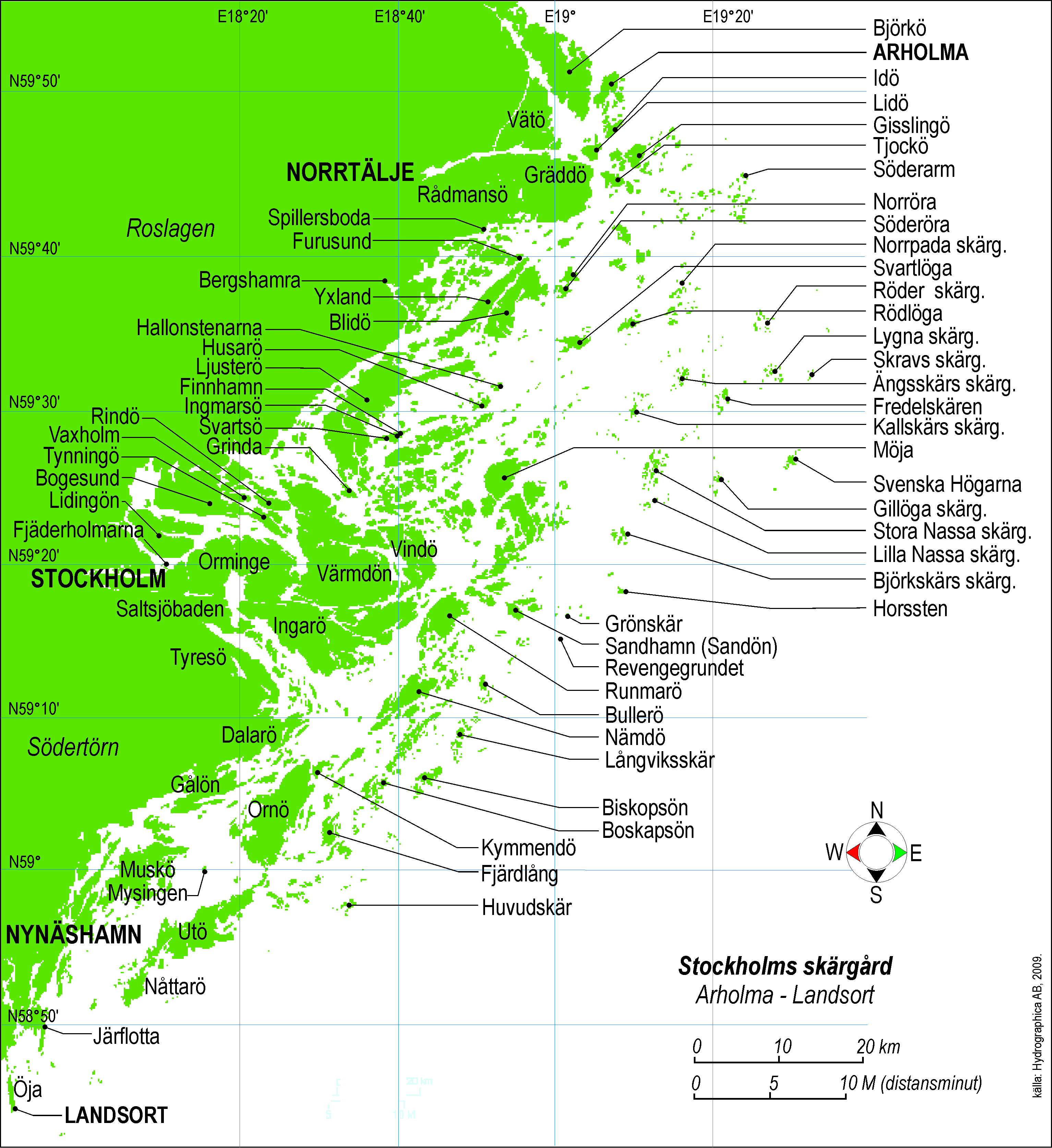
Bản đồ quần đảo Stockholm, bao phủ khu vực từ Arholma ở phía bắc đến Landsort ở phía nam

Quần đảo Stockholm (tiếng Thụy Điển: Stockholms skärgård) là quần đảo lớn nhất ở Thụy Điển và là quần đảo lớn thứ hai ở Biển Baltic (lớn nhất trên khắp Baltic ở Phần Lan).

## Nước
Nước có giá trị pH từ 7,0 (trung tính) hoặc thấp hơn một chút, để so sánh với khoảng 8,0 cho nước biển. Cùng với các chất humic đôi khi gây ra màu nước hơi nâu, đặc biệt là ở các bộ phận bên trong. Độ mặn khác nhau giữa nước ngọt và nước lợ với độ mặn kém. Ở các phần bên ngoài của quần đảo, độ mặn đạt khoảng 0,6% 0,7 phần trăm theo trọng lượng, được so sánh với ít nhất 1,5 để bắt đầu có vị mặn và khoảng 3.0 trở lên đối với nước biển thích hợp. Băng biển thường xuyên được hình thành ở các phần bên trong mỗi mùa đông.

## Địa lý
Quần đảo kéo dài từ Stockholm khoảng 60 km (37 dặm) về phía đông. Theo hướng bắc nam, nó chủ yếu đi theo đường bờ biển của các tỉnh Södermanland và Uppland, đến từ đảo Öja, phía nam Nynäshamn, đến Väddö, phía bắc Norrtälje. Nó được ngăn cách với Åland bởi một dải nước có tên South Kvarken. Một nhóm đảo riêng biệt nằm xa hơn về phía bắc, gần thị trấn Öregrund. Giữa Arholma và Landsort có khoảng 24.000 hòn đảo và đảo nhỏ. Một số hòn đảo nổi tiếng là Dalarö, Finnhamn, Nässlingen, Grinda, Husarö, Ingarö, Ljusterö, Möja, Nämdö, Rödlöga, Tynningö, Utö, Svartsö và Värmdö và Vär.
Các thị trấn lớn nhất của quần đảo, ngoài Stockholm, là Nynäshamn, Vaxholm và Norrtälje. Ngôi làng Ytterby, nổi tiếng trong số các nhà hóa học đã đặt tên không dưới bốn nguyên tố hóa học (erbium, terbium, ytterbium và yttrium), nằm trên Resarö trong quần đảo Stockholm.
Các tuyến vận chuyển từ Baltic đến Stockholm đi qua quần đảo. Có ba lối vào chính phù hợp cho nghề thủ công sâu, cụ thể là những lối vào gần Landsort, Sandhamn và Söderarm.